# Ivan Jukić
Ivan Jukić (ur. 21 czerwca 1996 w Splicie) – chorwacki piłkarz grający na pozycji pomocnika. Posiada również obywatelstwo bośniackie.

## Kariera klubowa
Wychowanek RNK Split, włączony do pierwszego zespołu w sezonie 2013/2014. W chorwackiej ekstraklasie zadebiutował 15 lutego 2014 w przegranym meczu z Dinamem Zagrzeb (1:2). Pierwszą bramkę zdobył 7 grudnia 2014 w spotkaniu z Hajdukiem Split (1:2). W drugiej części sezonu 2015/2016 został wypożyczony do drugoligowego NK Imotski, w którym był podstawowym zawodnikiem – wystąpił w 12 meczach i zdobył dwa gole: 19 marca 2016 strzelił gola w spotkaniu z NK Dugopolje (4:1), natomiast 16 kwietnia 2016 zdobył bramkę w meczu z zespołem Hrvatski Dragovoljac Zagrzeb (2:0). Następnie powrócił do RNK Split i w sezonie 2016/2017 rozegrał w jego barwach sześć spotkań.
Na początku lipca 2017 przeszedł do Korony Kielce, z którą podpisał dwuletni kontrakt z opcją przedłużenia o kolejny sezon. W Ekstraklasie zadebiutował 17 lipca 2017 w meczu z Zagłębiem Lubin (0:1). Pierwszą bramkę w najwyższej polskiej klasie rozgrywkowej zdobył 31 lipca 2017 w wygranym spotkaniu z Cracovią (4:2). Kolejne gole strzelił: 26 sierpnia 2017 przeciwko Niecieczy KS (2:1), 13 października 2017 przeciwko Wiśle Płock (2:0) oraz 7 kwietnia 2018 przeciwko Śląskowi Wrocław (1:1). Sezon 2017/2018 zakończył z 23 występami i czterema bramkami w lidze na swoim koncie. Ponadto zagrał w czterech meczach Pucharu Polski.

## Kariera reprezentacyjna
W reprezentacji Chorwacji U-18 rozegrał jeden mecz – 21 maja 2014 wystąpił w towarzyskim spotkaniu z Francją (0:1), w którym wszedł na boisko w 88. minucie.
We wrześniu 2017 został powołany do reprezentacji Bośni i Hercegowiny U-21. Zadebiutował w niej 10 października 2017 w wygranym meczu eliminacji młodzieżowych mistrzostw Europy z Portugalią (3:1), w którym wystąpił w podstawowym składzie i w 88. minucie został zmieniony przez Mićo Kuzmanovicia. Następnie zagrał w dwóch spotkaniach z Walią i w meczu z Liechtensteinem.

## Statystyki
| Sezon                   | Klub              | Kraj      | Rozgrywki   | Mecze | Bramki |
| ----------------------- | ----------------- | --------- | ----------- | ----- | ------ |
| 2013/2014               | RNK Split         | Chorwacja | 1. HNL      | 2     | 0      |
| 2014/2015               | RNK Split         | Chorwacja | 1. HNL      | 12    | 1      |
| 2015/2016 (j)           | RNK Split         | Chorwacja | 1. HNL      | 3     | 0      |
| 2015/2016 (w)           | NK Imotski (wyp.) | Chorwacja | 2. HNL      | 12    | 2      |
| 2016/2017               | RNK Split         | Chorwacja | 1. HNL      | 6     | 0      |
| 2017/2018               | Korona Kielce     | Polska    | Ekstraklasa | 23    | 4      |
| 2018/2019               | Korona Kielce     | Polska    | Ekstraklasa | 10    | 3      |
| Stan na 22 grudnia 2018 |                   |           |             |       |        |